# Honoré Dutrey
Honoré Dutrey  est un tromboniste américain de jazz et de dixieland, né le 19 février 1894 et décédé le 21 juillet 1935. Il est l'un des pionniers de cet instrument, au style caractéristique de La Nouvelle-Orléans. Il est aussi connu pour sa collaboration avec King Oliver et le Creole Jazz Band.

## Biographie
Dutrey a deux frères musiciens, Pete qui est violoniste et Sam, clarinettiste. Il entame sa carrière musicale vers 1910 en jouant notamment au sein du groupe le Melrose Brass Band. Il collabore ensuite avec plusieurs musiciens dont le clarinettiste Jimmie Noone, le cornettiste Buddy Petit, le batteur John Robichaux et rejoint également le groupe Silver Leaf Orchestra aux côtés de son frère Sam.
En 1917, il entre dans la marine américaine. À bord d'un navire il est victime d'un accident qui endommage durablement ses poumons et souffrira ensuite d'asthme qui l'oblige à régulièrement utiliser un inhalateur, un handicap qui limite fortement ses possibilités musicales,. De retour il s'installe à Chicago. Deux ans plus tard le cornettiste King Oliver l'engage dans son groupe le Creole Jazz Band et avec qui il collabore durant près de cinq années,. Dutrey quitte Oliver en 1924 et dirige quelque temps son propre orchestre au Lincoln Gardens'. Par la suite il participe à plusieurs grands orchestres de Chicago comme celui du violoniste Carroll Dickerson, du trompettiste Louis Armstrong (Stompers, 1927) ou du clarinettiste Johnny Dodds. En raison de ses problèmes de santé il arrête la musique en 1930 et décède cinq ans plus tard.